# 努吉姆 (肯塔基州)
努吉姆（英語：Nugym）是位於美國肯塔基州貝爾縣的一個鬼鎮。

## 地理
努吉姆所處的海拔為高於海平面437米（即1430英呎），而該地所採用的時區為UTC-5，即北美東部時區（EST）。同時該地設有夏令時間，為UTC-5調快一小時，即UTC-4（EDT）。